# Dortelweil
Dortelweil ist ein Stadtteil von Bad Vilbel im hessischen Wetteraukreis.

## Geschichte

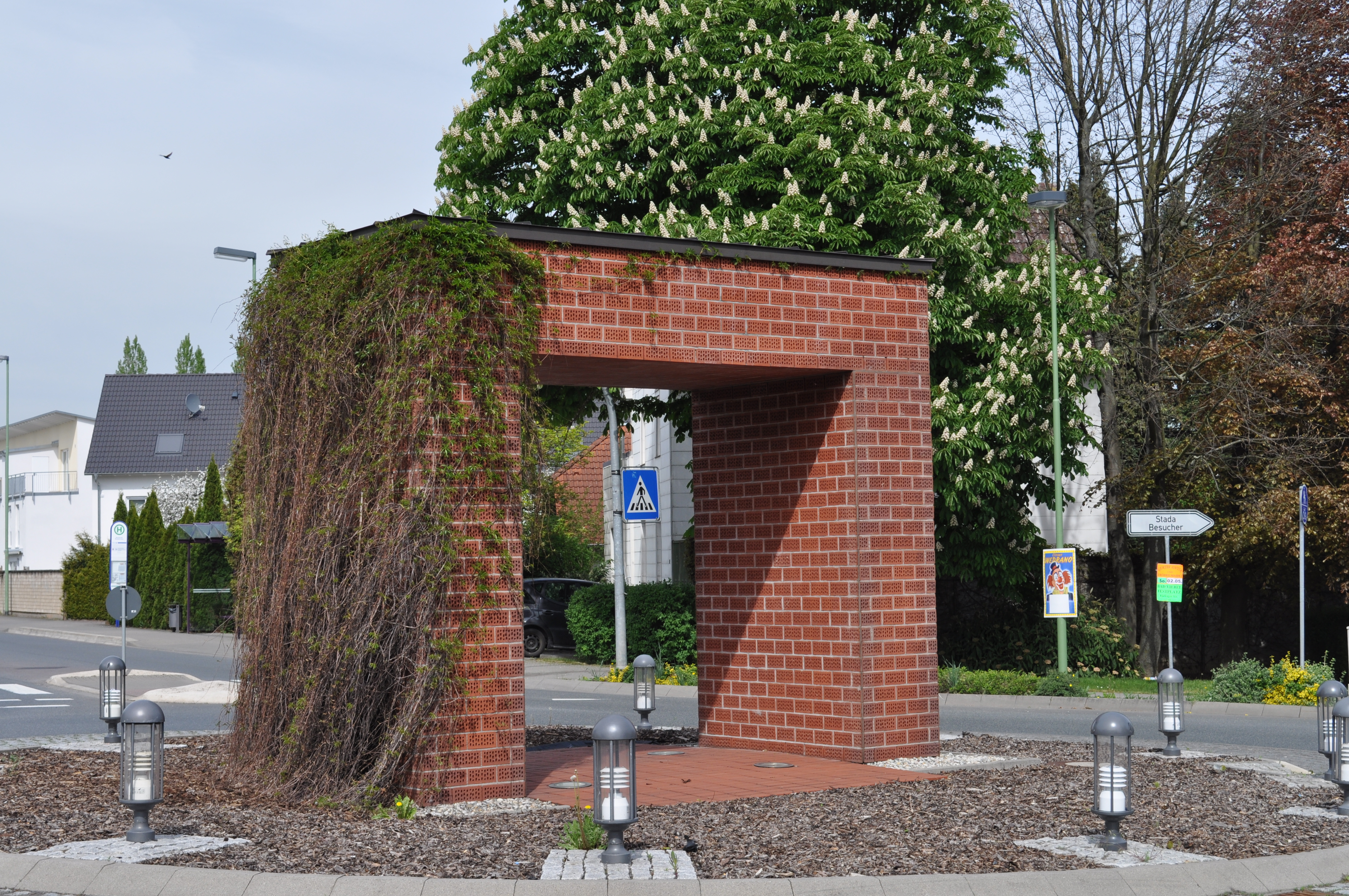
Torhaus

### Frühgeschichte
In der Jungsteinzeit siedelten Bandkeramiker an der Stelle des heutigen Dortelweil. In der zweiten Hälfte des ersten Jahrtausends n. Chr. begannen die Franken mit der Besiedlung und der Anlage dörflicher Niederlassungen.

### Mittelalter und Frühe Neuzeit
Zwischen 774 und 786 wird Dortelweil in Schenkungen an das Reichskloster Lorsch erwähnt. Es sind dies die ältesten bekannten Nennungen des Ortes.
Er wurde um 1292 der Freien Reichsstadt Frankfurt am Main zugesprochen und gehörte danach für fast 600 Jahre als eine von acht Landgemeinden zu deren Territorium. Die Bewohner Dortelweils waren Leibeigene des Frankfurter Rats und zu Frondiensten verpflichtet. Die Leibeigenschaft wurde erst 1818 endgültig abgeschafft
Das Partikularrecht von Dortelweil war besonders verschachtelt: Hier galt die Frankfurter Reformation und mehrstufig subsidiär das Solmser Landrecht und das Gemeine Recht. Dies blieb auch mit dem Übergang an das Großherzogtum Hessen so und änderte sich erst zum 1. Januar 1900, als das einheitlich im ganzen Deutschen Reich geltende Bürgerlichen Gesetzbuch in Kraft trat und die Partikularrechte ersetzte.

### Neuzeit
1853 erhielten die Dorfbewohner das Wahlrecht zum Gesetzgebenden Körper, der Legislative der Freien Stadt Frankfurt.
Nach der Annexion der Freien Stadt Frankfurt durch Preußen nach dem Preußisch-Österreichischen Krieg 1866 überließ dieses Dortelweil mit dem Friedensvertrag vom 3. September 1866 dem Großherzogtum Hessen (Hessen-Darmstadt). Dort gehörte es bis 1879 zum Bezirk des Landgerichts Vilbel, ab 1879 zu dem des Amtsgerichts Vilbel.
Am 31. Dezember 1971 wurde bis dahin selbständige Gemeinde Dortelweil im Zuge der Gebietsreform in Hessen auf freiwilliger Basis nach Bad Vilbel eingemeindet. Dortelweil ist damit die einzige ehemalige Frankfurter Landgemeinde, die nicht im Laufe der Zeit wieder nach Frankfurt eingemeindet wurde.
Für Dortelweil wurde ein Ortsbezirk mit Ortsbeirat und Ortsvorsteher nach der Hessischen Gemeindeordnung eingerichtet.

### Einwohnerentwicklung

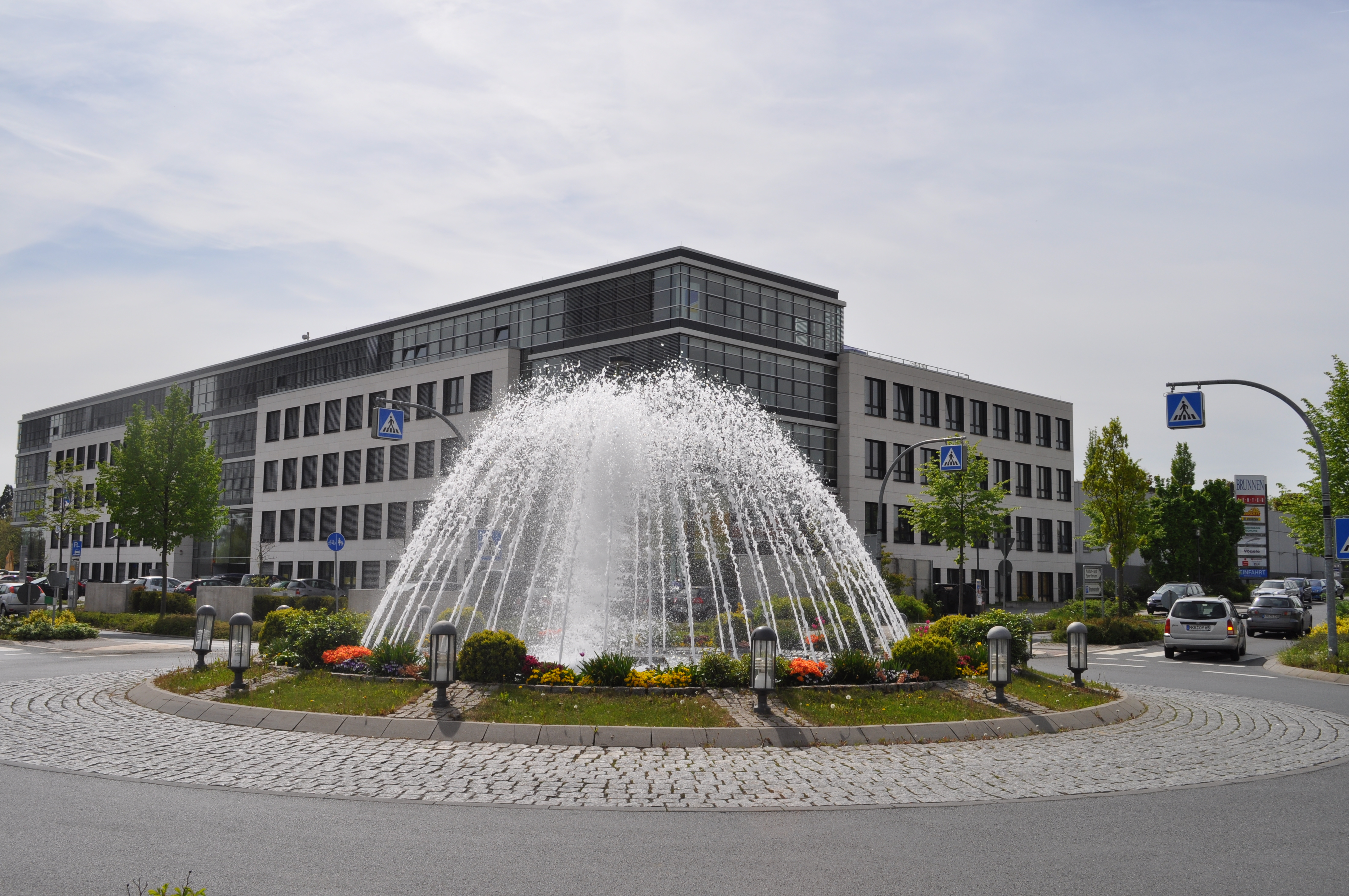
Brunnen und Brunnen-Center

- 1812: 81 Feuerstellen, 448 Einwohner[8]
- 1961: 1690 Einwohner, davon 1062 evangelisch (= 62,84 %), 588 katholisch (= 34,79 %)[8]

Einen besonderen Schub sowohl an neuen Einwohnern als auch an Arbeitsstätten erhielt der Stadtteil durch die Ausweisung des Neubaugebiets Dortelweil-West. Von Mitte der 1990er Jahre bis ca. 2006 wurden auf 80 Hektar ehemaligen Ackergeländes rund 900 Wohneinheiten in Eigenheimen und wenigen Geschossbauten errichtet, dazu kamen ein Stadtteilzentrum mit Einkaufszentrum (Brunnen-Center), die soziale Infrastruktur und Gemeinschaftseinrichtungen. Dortelweil wuchs damit um über 2500 Einwohner.
| Dortelweil: Einwohnerzahlen von 1812 bis 2020 | Dortelweil: Einwohnerzahlen von 1812 bis 2020 | Dortelweil: Einwohnerzahlen von 1812 bis 2020 | Dortelweil: Einwohnerzahlen von 1812 bis 2020 | Dortelweil: Einwohnerzahlen von 1812 bis 2020 |
| --- | --------------------------------------------- | --------------------------------------------- | --------------------------------------------- | --------------------------------------------- |
| Jahr |                                               |                                               |                                               | Einwohner                                     |
| 1812 | 1812                                          |                                               | 448                                           | 448                                           |
| 1834 | 1834                                          |                                               | 486                                           | 486                                           |
| 1840 | 1840                                          |                                               | 509                                           | 509                                           |
| 1846 | 1846                                          |                                               | 492                                           | 492                                           |
| 1852 | 1852                                          |                                               | 527                                           | 527                                           |
| 1858 | 1858                                          |                                               | 520                                           | 520                                           |
| 1864 | 1864                                          |                                               | 488                                           | 488                                           |
| 1871 | 1871                                          |                                               | 511                                           | 511                                           |
| 1875 | 1875                                          |                                               | 516                                           | 516                                           |
| 1885 | 1885                                          |                                               | 551                                           | 551                                           |
| 1895 | 1895                                          |                                               | 578                                           | 578                                           |
| 1905 | 1905                                          |                                               | 691                                           | 691                                           |
| 1910 | 1910                                          |                                               | 727                                           | 727                                           |
| 1925 | 1925                                          |                                               | 884                                           | 884                                           |
| 1939 | 1939                                          |                                               | 881                                           | 881                                           |
| 1946 | 1946                                          |                                               | 1.330                                         | 1.330                                         |
| 1950 | 1950                                          |                                               | 1.392                                         | 1.392                                         |
| 1956 | 1956                                          |                                               | 1.469                                         | 1.469                                         |
| 1961 | 1961                                          |                                               | 1.690                                         | 1.690                                         |
| 1967 | 1967                                          |                                               | 1.952                                         | 1.952                                         |
| 1970 | 1970                                          |                                               | 2.126                                         | 2.126                                         |
| 1980 | 1980                                          |                                               | ?                                             | ?                                             |
| 1990 | 1990                                          |                                               | ?                                             | ?                                             |
| 2000 | 2000                                          |                                               | ?                                             | ?                                             |
| 2011 | 2011                                          |                                               | 6.849                                         | 6.849                                         |
| 2015 | 2015                                          |                                               | 7.176                                         | 7.176                                         |
| 2020 | 2020                                          |                                               | 7.150                                         | 7.150                                         |
| Datenquelle: Historisches Gemeindeverzeichnis für Hessen: Die Bevölkerung der Gemeinden 1834 bis 1967. Wiesbaden: Hessisches Statistisches Landesamt, 1968. Weitere Quellen: ; nach 1970: Stadt Bad Vilbel; Zensus 2011 |                                               |                                               |                                               |                                               |

## Politik
| Diagrammdarstellung von Wahlergebnis und Sitzverteilung | Diagrammdarstellung von Wahlergebnis und Sitzverteilung                                             |
| --- | --------------------------------------------------------------------------------------------------- |
| Ortsbeiratswahl Dortelweil 2021Wahlbeteiligung: 63,0 % 50403020100 37,2 % (−9,4 %p)35,1 % (+15,0 %p)17,3 % (−6,9 %p)10,4 % (+1,4 %p) CDUGrüneSPDFDP20162021 | Sitzverteilung im Ortsbeirat Dortelweil 2021Insgesamt 9 Sitze - SPD: 2 - Grüne: 3 - CDU: 3 - FDP: 1 |

Der Ortsvorsteher ist Herr Herbert Anders (CDU), stellv. Vorsitzender Michael Wolf (SPD).
| Kommunalwahlen Ortsbeirat Dortelweil | Kommunalwahlen Ortsbeirat Dortelweil        | % 2021 | % 2016 | % 2011 | % 2006 | % 2001 |
| CDU                                  | Christlich Demokratische Union Deutschlands | 37,2   | 46,6   | 44,8   | 48,39  | 60,52  |
| SPD                                  | Sozialdemokratische Partei Deutschlands     | 17,3   | 24,2   | 23,9   | 29,11  | 27,19  |
| GRÜNE                                | Bündnis 90/Die Grünen                       | 35,1   | 20,1   | 25,5   | 15,45  | 5,57   |
| FDP                                  | Freie Demokratische Partei                  | 10,4   | 9,0    | 5,8    | 7,05   | 5,72   |

## Kultur und Sehenswürdigkeiten

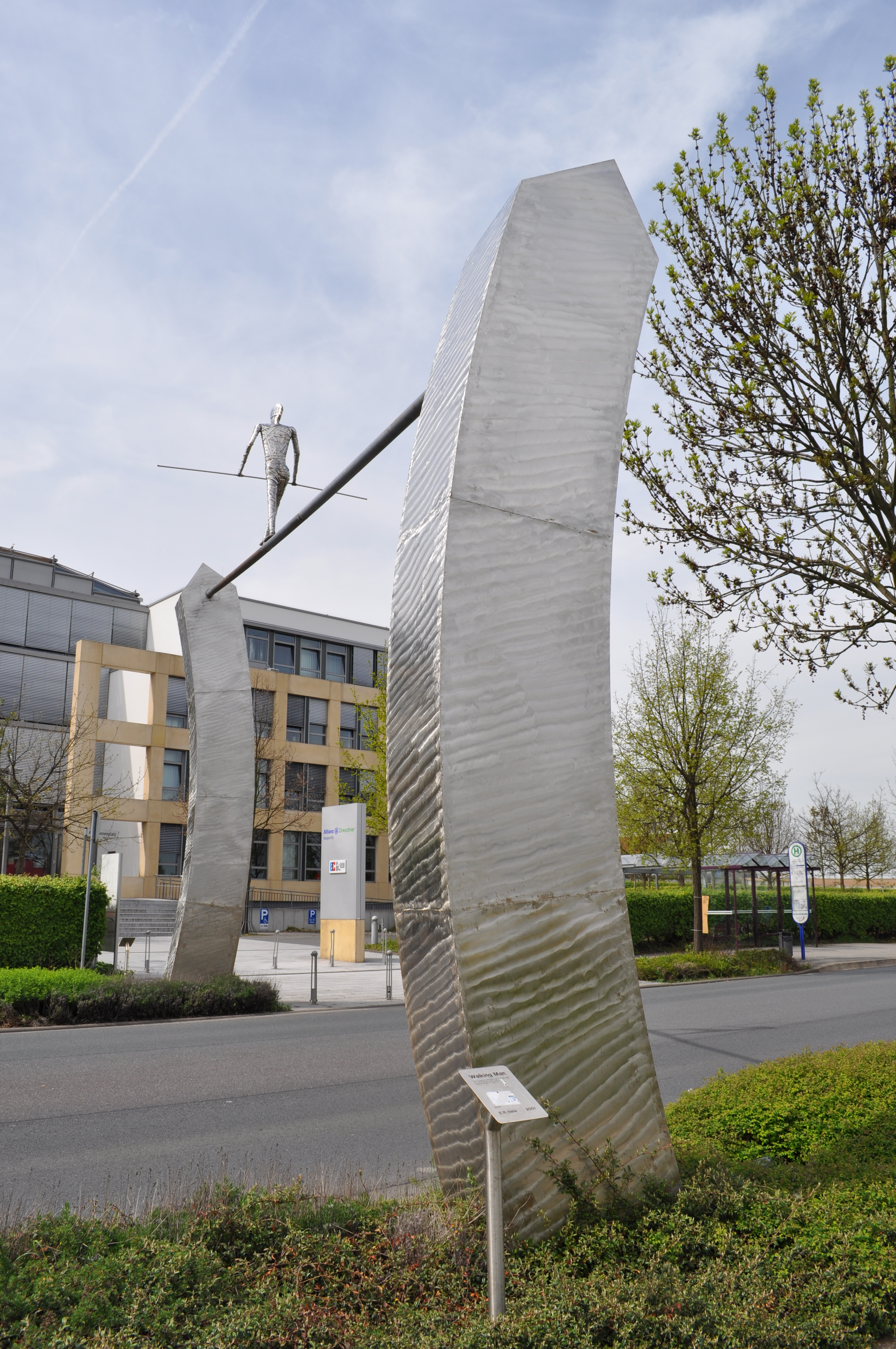
Skulptur „Walking Man“ von E. R. Nele

### Kultur- und Sportforum
In der neuen Ortsmitte von Dortelweil befindet sich das Kultur- und Sportforum, eine Kombination aus Sporthalle mit Konzert- bzw. Veranstaltungssaal. Hierin befindet sich eine Dreifeldsporthalle, ein Veranstaltungssaal mit Bühne, Besprechungsräume, Schülerbetreuung und seit Frühjahr 2006 das Jugendzentrum Efzet-Forum.

### Efzet-Forum
Das EFZET-FORUM ist eine kommunale Einrichtung für Jugendliche der Stadt Bad Vilbel und das neue Jugendzentrum für den Stadtteil Dortelweil. Es bietet neben dem Jugendcafé verschiedene Seminarräume, Kursangebote, Bandproberäume...und möchte mit der offenen Jugendarbeit ergänzend zum Freizeitangebot in Bad Vilbel beitragen.

### Freizeit und Sportangebot
In Dortelweil sind viele Vereine und Initiativen aktiv. Der Sportclub Dortelweil, SC Dortelweil, wurde 1959 gegründet und bietet Aktiven die Sportarten Fußball, Gymnastik und Turnen an.
Der Sportplatz des SC Dortelweil liegt südlich des alten Ortskerns am gegenüberliegenden Ufer der Nidda. Das Sportgelände verfügt über einen Rasenplatz und einen Hartplatz, auf dem seit 2007 ein Kunstrasenplatz vorzufinden ist. Des Weiteren stehen den Jugendabteilungen zwei Kleinfelder für Trainingseinheiten und
Spiele der unteren Jugenden zur Verfügung. Alle Fußball-Juniorenabteilungen des SCD sind komplett besetzt und wurden zusätzlich durch eine Damen-Mannschaft erweitert. Die 1. Mannschaft spielt in der Gruppenliga Frankfurt am Main (West).
Auch der größte Sportverein der Wetterau ist ein Dortelweiler Verein. Der SV Fun-Ball Dortelweil wurde 1996 gegründet und hat inzwischen fast 4000 Mitglieder. Die Idee der Gründer war es zunächst Ballsportarten, wie Badminton, Basketball und Volleyball, anzubieten – daher auch der „Ball“ im Namen. Heute finden in 22 Abteilungen alle, die Sport treiben möchten, etwas Passendes im Angebot. Trainiert wird sowohl in der Sporthalle Am Siegesbaum als auch im Kultur- und Sportforum in Dortelweil. Die Sporthalle Am Siegesbaum (Bj. 2001), eine Dreifeldsporthalle mit 3 weiteren Sälen, einem Gymnastik- und Fitnessraum wird, abgesehen vom Schulsport der Regenbogenschule, ausschließlich vom Fun-Ball genutzt. Die 1. Badmintonmannschaft des SV Fun-Ball spielt seit 2013 in der 1. Bundesliga.
Seit 1994 gibt es den Bad Vilbeler Golfclub Lindenhof e. V., der sich in den Niddawiesen im Osten einen 18-Loch-Golfplatz angelegt hat. In Verbindung mit dem um 2009/10 renaturierten Niddalauf und den zahlreichen kleinen Teichen der Anlage ergibt sich ein interessantes Landschaftsbild, das von der Terrasse des Golfhotels aus erlebbar ist.

### Regelmäßige Veranstaltungen
Im Sommer veranstaltet die Kulturpflege der Stadt Bad Vilbel eine Reihe von Open-Air-Jazz-Veranstaltungen, wie Jazz unter den Platanen im Kurpark und andere Konzerte in den Stadtteilen Massenheim, Dortelweil und Gronau. Der Eintritt zu diesen Aufführungen ist generell frei.
Dortelweiler Kerb
Die Dortelweiler Kerb ist ein traditionelles Fest, das nachweislich seit mindestens 1489 gefeiert wird. Immer am zweiten Septemberwochenende feiert Dortelweil die traditionelle Kerb. Ursprünglich beheimatet am Dortelweiler Sportplatz im alten Ortskern, findet diese seit 2005 im Kultur- und Sportforum in Dortelweil West statt. Veranstalter war bis 2017 der Traditionspflegeverein Dortelweil. Heutzutage wird die Dortelweiler Kerb vom im Jahre 2018 gegründeten Kerbverein-Dortelweil e. V. ausgerichtet. Begleitet wird die Veranstaltung von den Dortelweiler Kerbburschen und Kerbmädels, die sich um das Bühnenprogramm samstagabends sowie auch um allgemeine organisatorische Aufgaben kümmern. Seit 2022 beginnt die Dortelweiler Kerb freitagabends mit der Kerbdisco. Samstags findet der traditionelle Kerbumzug mit anschließendem Kerbbaumstellen und dem Fassbieranstich statt. Bei diesem wird die Kerb traditionell durch den Bürgermeister der Stadt Bad Vilbel und den Ortsvorsteher eröffnet. Der Abend beginnt mit dem Programm der Kerbburschen und -mädels. Hier führen diese ein ca. 60-minütiges Showprogramm mit Tanzeinlagen auf. Den Abschluss des Kerbsamstag bildet die Kerbparty, oft auch als Kerbtanz bezeichnet, mit Liveband. Der Kerbsonntag beginnt mit dem traditionellen Wecken durch die Dortelweiler Kerbburschen und Kerbmädels für den Gottesdienst. Nach dem Gottesdienst findet das traditionelle Mittagessen mit der Erbsensuppe der Dortelweiler Feuerwehr statt. Das Ende der Veranstaltung wird durch die Kinderdisco und den Nachmittag der Vereine gekrönt. Bei diesem treten sämtlichen Vereine der Umgebung mit diversen Show- und Unterhaltungs Einlagen auf. Nach dem Fällen des Kerbbaumes in der Folgewoche ist die Veranstaltung offiziell abgeschlossen und mit dem Verbrennen der Kerblies im Kreis der Kerbburschen das Kerbjahr beendet.

### Bauwerke

#### Evangelische Kirche
Ein Wahrzeichen von Dortelweil ist die Evangelische Kirche im alten Dorfkern an der Niddaschleife. Sie stammt ursprünglich aus dem Mittelalter, wurde später baufällig und – wahrscheinlich im Dreißigjährigen Krieg – zerstört. 1699 wurde die erneuerte Kirche wieder eingeweiht, aus dieser Zeit stammt auch der barocke Dachreiter. Die heutige Innenausstattung im klassizistischen Stil entstand 1823 bis 1825. Wesentlich älter ist jedoch die aus der Renaissance stammende Kanzel. Sie befand sich ursprünglich im 1678 abgerissenen gotischen Vorgängerbau der Frankfurter Katharinenkirche und wurde von dort nach Dortelweil transloziert.

#### Katholische Kirche
Die römisch-katholische Kirchengemeinde verfügt über eine kleine moderne Kirche. 1961 wurde der Grundstein zu diesem Gotteshaus gelegt, das St. Marien geweiht ist.

#### Vertriebenendenkmal

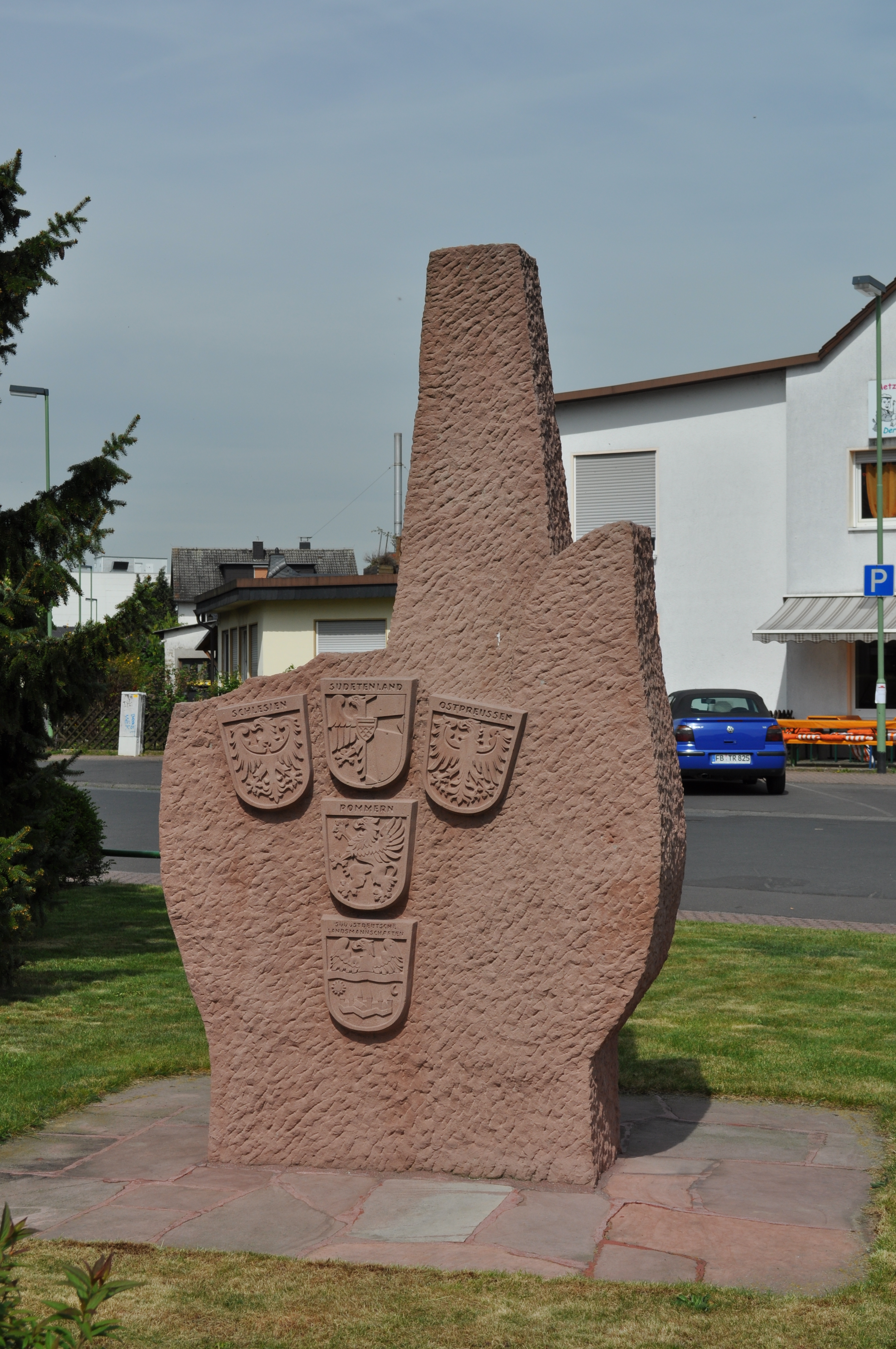
Vertriebenendenkmal, Rückseite

Neben der Kirche erinnert das Vertriebenendenkmal am Walter-Ender-Platz (Walter Ender (1911–1979) war 1955 bis 1979 katholischer Pfarrer in Bad Vilbel) an Flucht und Vertreibung aus den ehemaligen deutschen Ostgebieten.

### Naturdenkmäler
Ein besonders schöner Speierling-Baum steht beim Dortelweiler Kindergarten Wirbelwind als Naturdenkmal unter Naturschutz (ND-Nr. 440.188). Der etwa 120 Jahre alte Speierling ist etwa 25 m hoch.
Auch auf dem Dortelweiler Friedhof steht eine Flatterulme unter Naturschutz (ND-Nr. 440.168).

## Wirtschaft und Infrastruktur

### Wirtschaftsstruktur
Dortelweil ist aufgrund der kurzen Wege nach Frankfurt a. M. ein bedeutender Standort für das Dienstleistungsgewerbe. So hat bereits seit den 50er Jahren der börsennotierte Pharmakonzern STADA Arzneimittel AG in Dortelweil seinen Hauptsitz. Zudem haben sich nach einigen Fachmärkten und einem Möbelhaus personalintensive Firmen wie Lahmeyer International oder  First Data Deutschland angesiedelt.
Entlang der alten B3 wurden Bürohäuser errichtet, in denen sich einige arbeitsplatzintensive Dienstleistungsfirmen angesiedelt haben. So konnte eine Entwicklung von Dortelweil-West zur reinen Schlafstadt verhindert werden. Mit der Ansiedlung der Europäischen Schule RheinMain, einem privaten Gymnasium mit dem Abschlussangebot des EU-Abiturs, hat Dortelweil-West seit 2012 einen weiteren überörtlichen Schwerpunkt erhalten.

### Verkehr

#### Schiene
Dortelweil hat einen Haltepunkt an der Main-Weser-Bahn. Er wird durch die Linie S6 der S-Bahn Rhein-Main im RMV bedient.
| Linie | Verlauf | Takt   |
| ----- | --- | ------ |
| S6    | Friedberg (Hess) – Bruchenbrücken – Nieder-Wöllstadt – Okarben – Groß Karben – Dortelweil – Bad Vilbel – Bad Vilbel Süd – Frankfurt-Berkersheim – Frankfurt-Frankfurter Berg – Frankfurt-Eschersheim – Frankfurt-Ginnheim – Frankfurt (Main) West – Frankfurt am Main Messe – Frankfurt (Main) Galluswarte – Frankfurt (Main) Hbf tief – Frankfurt (Main) Taunusanlage – Frankfurt (Main) Hauptwache – Frankfurt (Main) Konstablerwache – Frankfurt (Main) Ostendstraße – Frankfurt (Main) Lokalbahnhof – Frankfurt (Main) Süd – Frankfurt (Main) Stresemannallee – Frankfurt-Louisa – Neu-Isenburg – Dreieich-Buchschlag – Langen Flugsicherung – Langen (Hess) | 30 min |

#### Straße

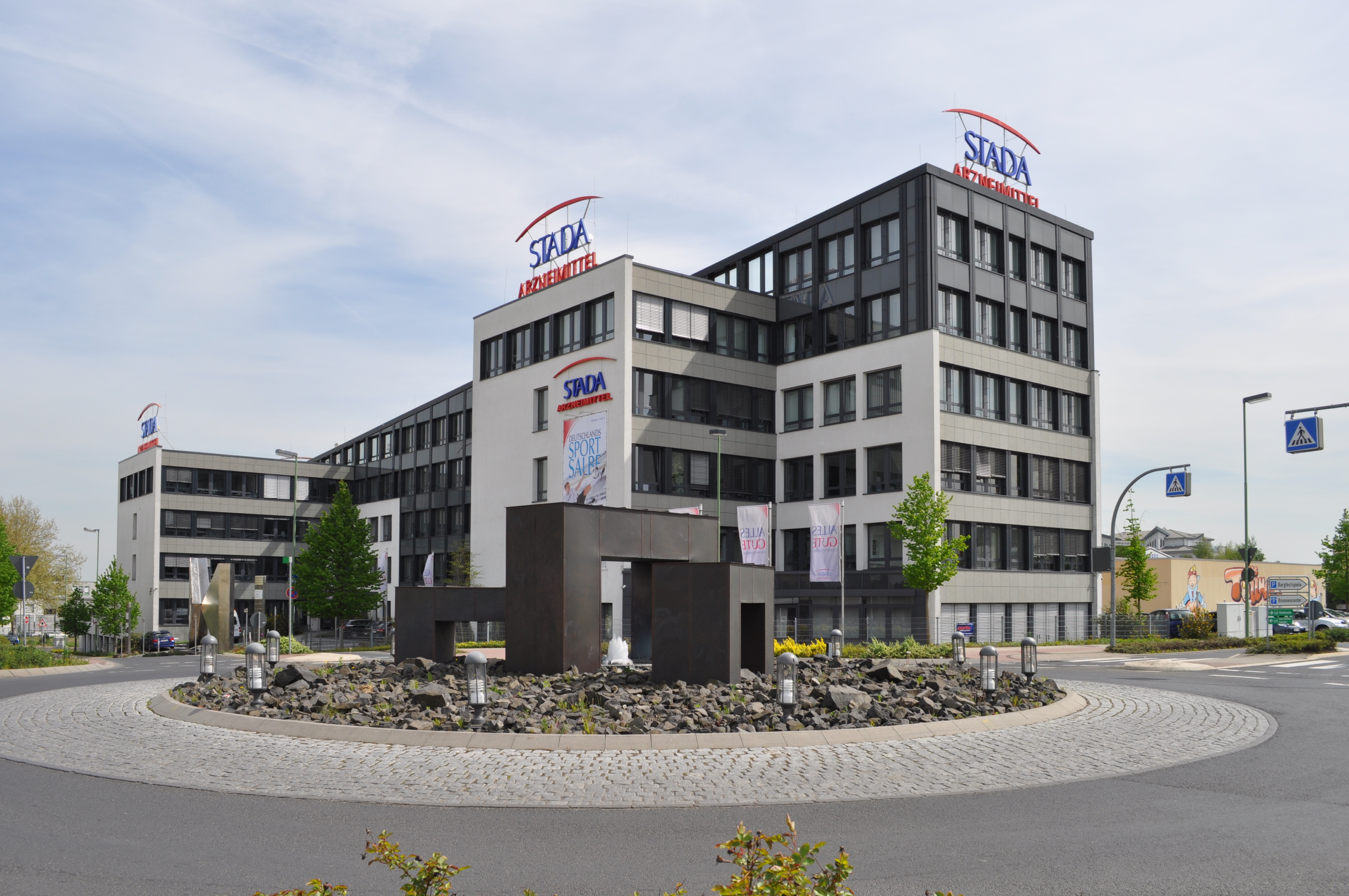
Wasserwerk Ensemble und Stada

An die Bundesstraße 3 (B3) ist Dortelweil mit einer eigenen Anschlussstelle angebunden. Die B3 ist in Richtung Frankfurt als Gelbe Autobahn ausgebaut. Durch Dortelweil verläuft die K10 zwischen Bad Vilbel und Karben. Diese Kreisstraße ist als Friedberger Straße die Hauptachse des modernen Teils des Ortes. An ihr liegen die Hauptsitze der großen Unternehmen, das Kultur- und Sportforum sowie die Haupteinkaufsmöglichkeiten des Ortes im Brunnen-Center. Die Straße wird geprägt durch Kunstwerke und Brunnen.
Von Bad Vilbel her kommend, passiert man zunächst auf dem ersten Kreisel gegenüber der First Data Deutschland das Kunstwerk „Torhaus“ von Klaus J. Tippmann. Das aus Backsteinen errichtete Tor soll Eingang/Ausgang zur Stadt symbolisieren und einen Bogen von der römischen Vergangenheit bis zur Moderne schlagen. Die Mitte der Ortsdurchfahrt wird durch den zweiten Kreisel mit einem Wasserspiel gebildet. Dieser Springbrunnen auf Höhe des Brunnen-Centers bildet mit wechselnden Fountainen einerseits einen Blickfang und andererseits einen Beitrag zur Geschwindigkeitsreduzierung. Gegenüber dem Rathaus Bad Vilbel, das als Zentrale der Allianz Dresdner Bauspar AG gebaut wurde, erstreckt sich das Kunstwerk „Walking Man“ von E. R. Nele über die Friedberger Straße. Zwischen verwundenen Edelstahlsäulen auf beiden Seiten der Straße ist ein Drahtseil gespannt, auf dem eine aus Edelstahlstreifen gestaltete Figur seiltanzt.
Die Ortsdurchfahrt endet 200 Meter weiter an einem letzten Kreisel. In der Mitte befindet sich der Brunnen „Wasserwerk Ensemble“ von Klaus J. Tippmann. Der Brunnen in der Mitte wird von vier Stahlbrücken umgeben, die so angeordnet sind, dass sich von jeder Seite des Kreisels unterschiedliche Sichten ergeben. Mit der Zentrale der Stada an diesem Kreisel endet die Ortsdurchfahrt.
Die Linie 64 des Vilbus verbindet Dortelweil mit der Kernstadt von Bad Vilbel.

## Persönlichkeiten
- Kathrin Anders (* 1982), Politikerin
- Ivonne Keller (* 1970), Romanautorin
- Friedel Lutz (1939–2023), Fußballspieler